# Denuclearizzazione

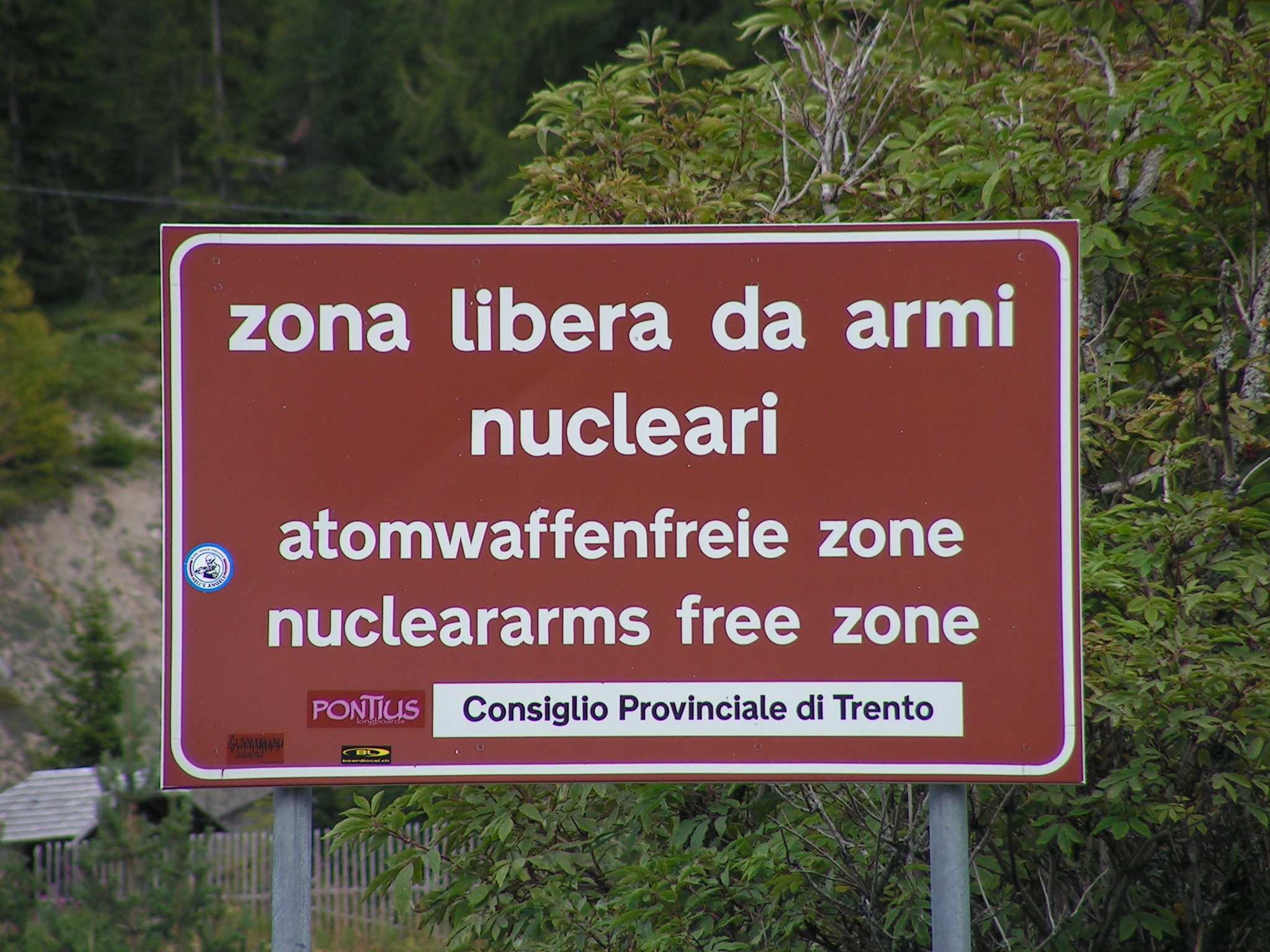
Un cartello stradale che indica una zona libera da armi nucleari.

Viene definito denuclearizzazione il processo negoziale - culminante con un trattato - che ha lo scopo di bandire da un'area geografica le armi nucleari.
La denuclearizzazione è stata concepita come strumento per ottenere un duplice scopo: prevenire l'accesso al club nucleare di nuovi Stati e lo scoppio di corse agli armamenti regionali e ridurre contemporaneamente l'area geografica di estensione della corsa al riarmo, creando dei veri e propri santuari nei quali le armi nucleari non possono essere dispiegate.
Il primo effetto veniva ottenuto con le clausole del trattato che proibiscono il possesso, lo sviluppo e l'acquisizione di armi nucleari da parte degli Stati membri del Trattato. In questo senso, tutti i trattati di denuclearizzazione seguono lo stesso schema tipo dettato dal primo di questi trattati, il Trattato di Tlatelolco, e traggono legittimità dal capostipite dei trattati per il disarmo nucleare, il Trattato di non Proliferazione (TNP).
Il secondo effetto viene ottenuto dalla presenza di protocolli aggiuntivi firmati dalle superpotenze nucleari e dagli altri Stati membri del club nucleare (Regno Unito, Francia, Cina); in questi protocolli aggiuntivi sono contenuti l'impegno degli Stati nucleari a non far transitare testate nucleari sul territorio degli Stati denuclearizzati e a garantire la loro sicurezza.
Verso la metà degli anni '80 del XX secolo si è sviluppato in Italia un movimento volto a rendere "zone denuclearizzate" i comuni italiani come forma di protesta contro il proliferare delle armi nucleari. Nonostante questa scelta non abbia nessun reale valore giuridico, varie centinaia di municipi aderirono ad essa ed è ancora oggi possibile trovare, nella cartellonistica stradale di molti comuni italiani, indicazioni di "Zona Denuclearizzata", a testimoniare l'impegno di quegli anni per un mondo libero da armi nucleari.
Più in generale, la dicitura "Zona Denuclearizzata" indica un territorio nel quale è vietato l'utilizzo di qualsiasi tipo di sorgente di radiazioni ionizzanti, comprese quelle utilizzate in ambito medico per diagnostica o terapie, con l'inevitabile conseguenza di non poter attivare ospedali, centri di radiologia, ambulatori veterinari ed aziende che effettuino controlli di qualità o altre attività con radiazioni ionizzanti (l'inizio di attività di tale genere richiede una comunicazione apposita). In tali zone è anche vietato il transito di automezzi con carico di materiali radioattivi.